# ダラム (カウンティ)
カウンティ・ダラム（英: County Durham）は、イングランド北東部の典礼カウンティ。公式には単にダラム (Durham) だが、同名の都市との区別のため、"County"を冠して"County Durham"と呼ばれることが多い。
北でノーサンバランドおよびタイン・アンド・ウィアと、南でノース・ヨークシャーと、西でカンブリアと隣接する。東で北海に臨む。最大都市はダーリントン。
面積は2,676平方キロメートル、人口は約87万人。人口は東部に集中しており、南東部はノース・ヨークシャーにかけてティーズサイド都市圏が広がる。主要都市としてダーリントンのほかハートルプール、ストックトン＝オン＝ティーズ、ダラムが挙げられる。行政上はカウンティ・ダラム、ダーリントン、ハートルプール、ストックトン＝オン＝ティーズの4つの単一自治体からなるが、このうちストックトン＝オン＝ティーズの南部はノース・ヨークシャーに所属する。タイン川南岸はかつてカウンティ・ダラムに所属していたが、のちにタイン・アンド・ウィアに編入された。その一方で、ティーズ川の南岸はもともとカウンティ・ダラムの一部ではなかった。
西部は特別自然美観地域にも指定されている北ペナイン山地の丘陵が広がり、ティーズ川やウィア川の水源となっている。このふたつの河川はいずれも東へ流れ、ティーズデール、ウィアデールという渓谷を形作っている。東部は平坦で、ティーズ川とウィア川が蛇行しながら流れる。ティーズ川は下流で、ダラムとノース・ヨークシャーの境界となる。一方、ウィア川は北東のチェスター＝ル＝ストリートでカウンティ・ダラムを出る。石灰岩と苦灰岩の断崖が続く海岸部は、自然保護協会特別指定地区 (SSSI) となっている。
古代にはローマのブリタニア属州の北の端であった。今日でもビンチェスターの砦といった史跡が残る。アングロサクソン時代にはノーサンブリア王国の版図に含まれていた。995年、ヴァイキングの襲撃から逃れ、聖カスバートの聖遺物を安置できる場所を求めていた修道僧らによってダラム市が創建された。ノルマン・コンクエスト以降に再建されたダラム大聖堂は、ダラム城とともに国際連合教育科学文化機関 (UNESCO) の世界遺産に登録されている。ダラム大聖堂とダラム大学の建物の一部は、映画『ハリー・ポッター』シリーズ、『リトル・ダンサー』、『アベンジャーズ/エンドゲーム』などの撮影に使われたことでも有名である。中世後期までにはダラム司教がなかば独立した権力を確立し、イングランドとスコットランドの緩衝地帯として機能した。19世紀には急速な工業化を経験し、ダラム炭田では数多くの炭鉱が開発された。1825年には、蒸気機関を利用した世界初の鉄道であるストックトン・ダーリントン鉄道が開通した。炭鉱はそのほとんどが20世紀の最後の四半世紀に閉山となったが、年に一度開催されるダラム炭鉱夫祭りは地域の炭鉱業の歴史をいまに伝えている。近年は日立製作所グループの鉄道車両組み立て工場であるニュートン・エイクリフ工場があることでも知られる。

## ギャラリー

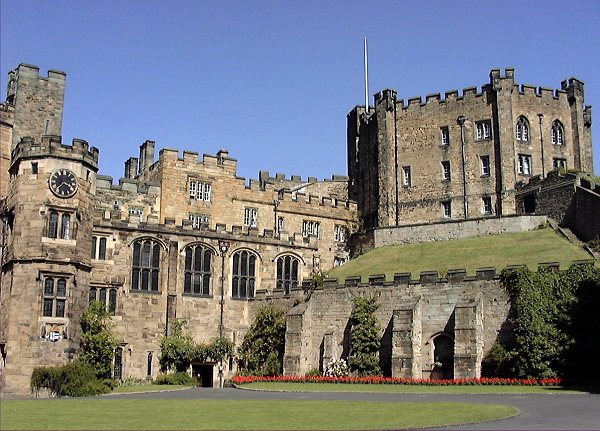
ダラム大学
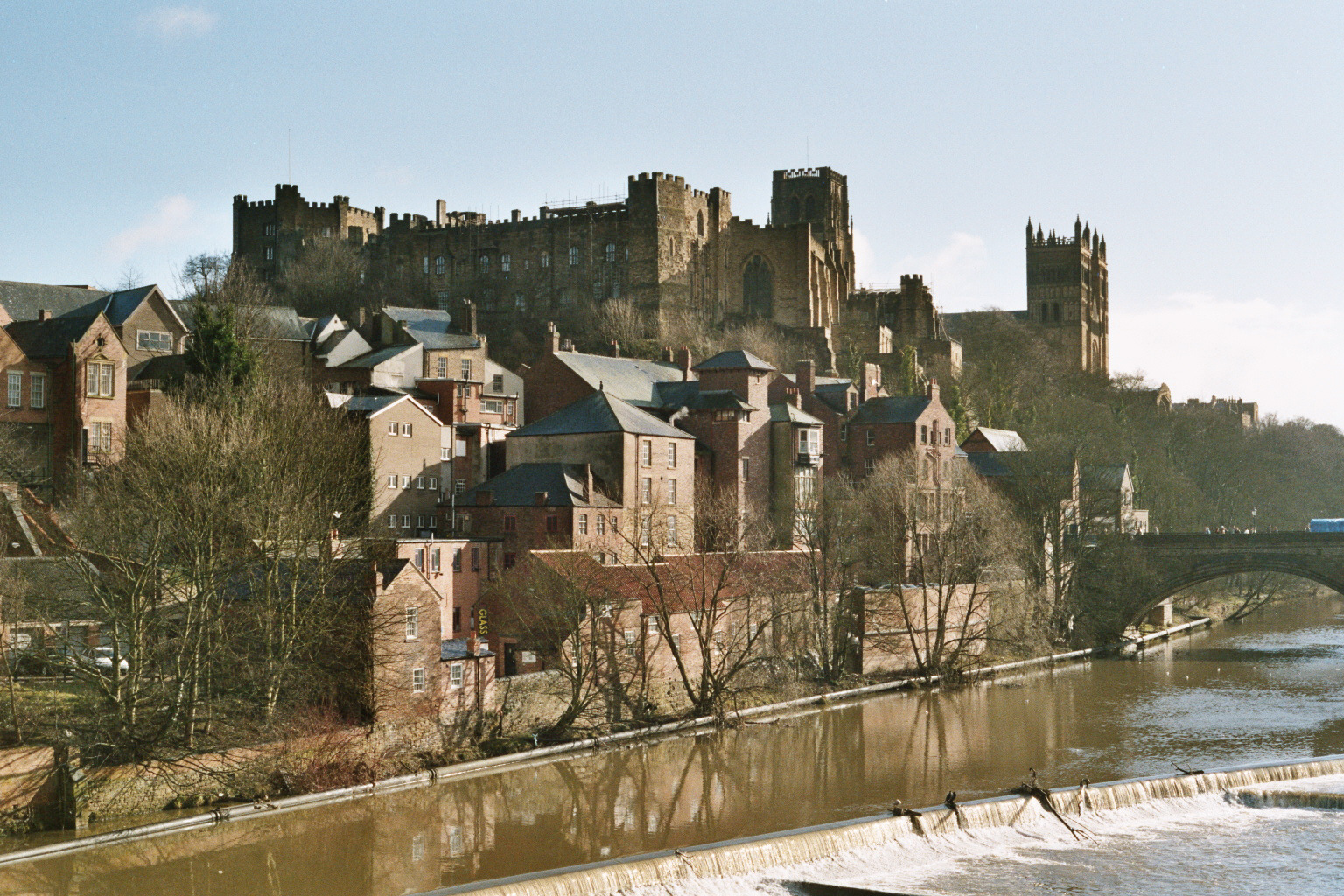
多くのイギリス映画で使用された、ダラム城とダラム大聖堂
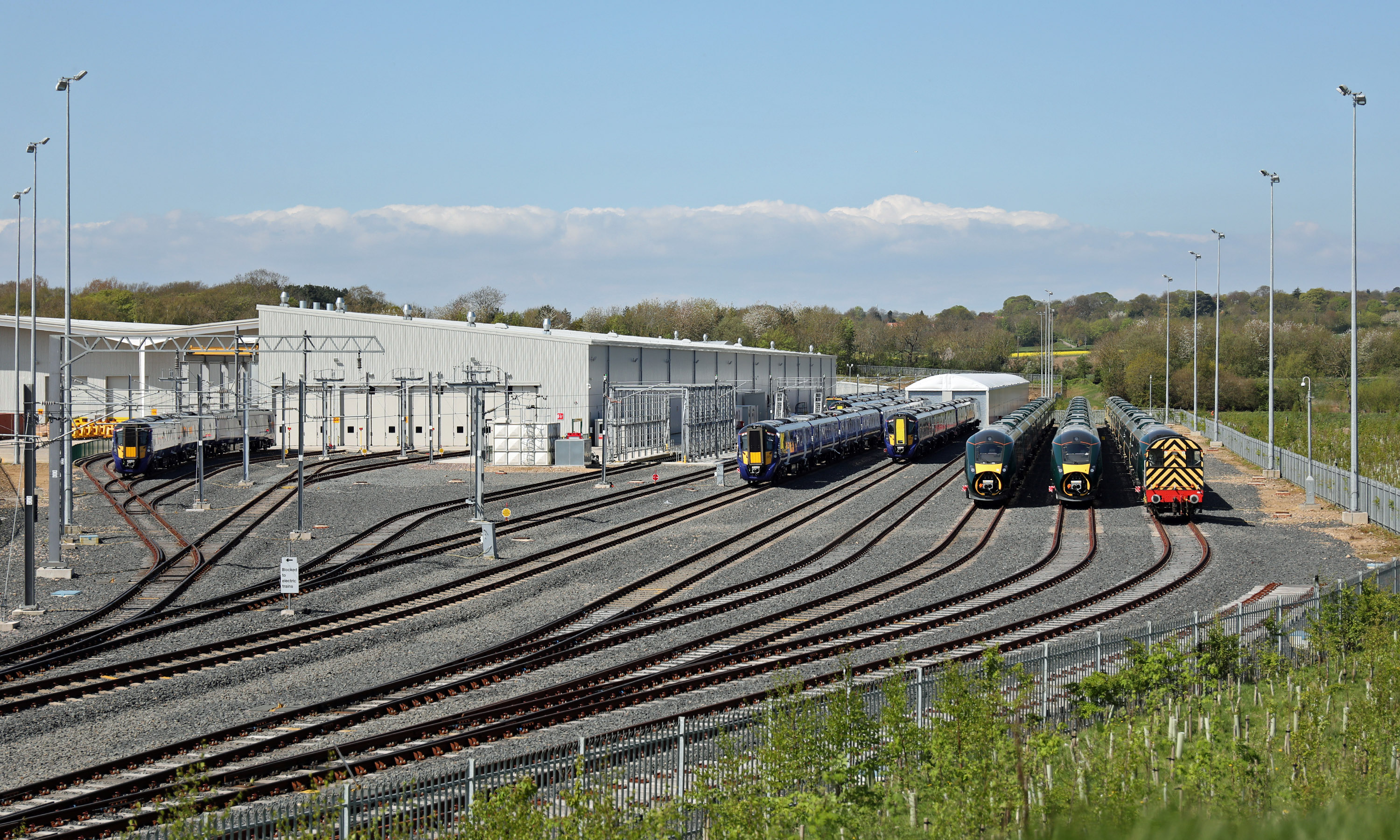
日立製作所のニュートン・エイクリフ工場外に並ぶ385形・800/3形・08形（入換機関車）